# Aramides gutturalis
Aramides gutturalis es un taxón de ave gruiforme de la familia Rallidae considerado actualmente inválido. Se pensaba que era una especie endémica de Perú extinta. Tras una evaluación de la American Ornithological Society (SACC) del único espécimen conocido en 2006 que lo clasificó como taxón dudoso, BirdLife International lo quitó de su lista de especies extintas en 2009. Se cree que puede ser tanto un espécimen mal preparado de cotara chiricote (A. cajanea) como una subespecie de cotara morena (A. wolfi).